# Республика Афганистан (1973—1978)
Республика Афганистан (пушту د افغانستان جمهوریت‎, дари جمهوری افغانستان) — название первой республики в Афганистане в 1973—1978 годах.

## Образование
В июле 1973 года, во время нахождения короля Мухаммеда Захира Шаха с визитом в Италии, его двоюродный брат и бывший премьер-министр Мухаммед Дауд организовал государственный переворот и установил в стране республиканское правительство. Ранее Дауд являлся премьер-министром, однако был вынужден уйти в отставку из правительства Захир Шаха в 1963 году. Король принял решение отказаться от престола во избежание гражданской войны.
Афганский народ не был доволен правлением короля и поначалу позитивно отнёсся к перевороту и провозглашению в стране республики.

## Внутренняя политика
После успеха государственного переворота 1973 года Мухаммед Дауд стал премьер-министром страны. С 14 февраля 1977 года он являлся также президентом Афганистана.
В 1973 году бывший премьер-министр Афганистана Мухаммед Хашим Майвандваль был арестован за заговор против Дауда. Хотя считается, что он покончил жизнь самоубийством в тюрьме до суда, широко распространено мнение, что он был замучен до смерти людьми Дауда.
Поначалу Дауд сотрудничал с прокоммунистическими левыми политиками и даже атеистами, чем настроил против себя консерваторов и исламистов, объявивших его власти джихад (1975). Их восстания были решительно и жестоко подавлены правительственными войсками в 1976 году.
В 1974 году Дауд создал Национально-революционную партию Афганистана (НРПА). Вскоре в стране сформировался авторитарный однопартийный режим, ставший враждебным для афганских коммунистов.
В январе 1977 года была созвана Лойя-джирга, которая утвердила новую конституцию и создание президентской республики.
Дауд не провёл радикальных и вообще каких-либо внутренних или экономических преобразований, уровень жизни в стране не повысился. Несмотря на это, годы правления Дауда были для Афганистана довольно мирными и являлись предтечей кровавой гражданской войны.
Режим Дауда был свергнут в результате Саурской революции 27-28 апреля 1978 года. Самого Дауда убили. Первая Афганская республика пала и была заменена Демократической республикой.

## Внешняя политика
Объявленная Даудом политика неприсоединения к какому-либо военному альянсу вскоре после переворота 1973 года встретила позитивное отношение со стороны СССР. Впрочем, в 1977—1978 годах отношения Афганистана с этой страной ухудшились из-за политики сближения режима Дауда с Пакистаном и Ираном.
В 1976 году Дауд провозгласил семилетний экономический план развития, в рамках которого начал запрашивать финансовую помощь у стран Персидского залива и Ближнего Востока при одновременном отказе от неё со стороны СССР.
В апреле 1977 года Дауд посетил с официальным визитом СССР. Визит закончился неудачно. После него Афганистан начали наводнять агенты пакистанских и иранских спецслужб, чему не препятствовал Дауд, которому нужны были союзники в борьбе с коммунистической оппозицией. На июнь 1978 года был запланирован визит в Афганистан иранского шаха, а на сентябрь — визит Дауда в США. Вопреки всему этому руководство СССР не было особо радо Саурской революции, организованной силами Народно-демократической партии Афганистана (НДПА).